# Agonista beta-adrenèrgic
Agonista beta-adrenèrgic (en anglès: Beta-adrenergic agonist o Beta-agonists) són medicaments que relaxen els músculs de les vies respiratòries de manera que les eixamplen i faciliten la respiració. És una classe de principis actius simpatomimètiques que actuen als receptors beta adrenoceptors. En general, els agonistes beta-adrenèrgics purs tenen la funció oposada dels blocadors beta. Els agonistes beta mimetitzen l'acció de l'epinefrina i norepinefrina assenyalant en el cor, pulmons i teixit muscular llis. L'activació de β1, β2 i β3 activa l'enzim, adenilat ciclasa. Aquest activa el missatger secundari monofosfat cíclic d'adenosina i indueix el relaxament del múscul llis i la contracció del teixit cardíac.

Adrenalina

L'activació dels receptors β1 indueix l'acció del múscul cardíac i eleva la freqüència cardíaca, la pressió saguina arterial, la secreció de ghrelina des de l'estómac i l'alliberament de renina als ronyons.
L'activació dels receptors β2 indueix el relaxament del teixit muscular llis. Els receptors estan principalment en el teixit adipós. L'activació dels receptors β3 indueix el metabolisme de lípids.

## Ús mèdic
Inclouen:
- Bradicàrdia
- Asma
- Malaltia pulmonar obstructiva crònica (MPOC)
- Insuficiència cardíaca
- Reaccions al·lèrgiques
- Hiperpotassèmia
- Un antídot per l'enverinament per blocador beta

### Alguns agonistes β1
- Dobutamina
- Isoproterenol (β1 and β₂)
- Xamoterol
- Adrenalina (no-selectiva)

### Agonistes β₂
- Salbutamol
- Levosalbutamol
- Fenoterol
- Formoterol
- Isoproterenol (β1 and β₂)
- Metaproterenol
- Salmeterol
- Terbutaline
- Clenbuterol
- Isoetarine
- pirbuterol
- procaterol
- ritodrine
- Adrenalina (no-selectiva)

### Indeterminats
Els següents agents són considerats agonistes per la llista Medical Subject Headings (MeSH).
- arbutamina
- befunolol
- bromoacetilalprenololmentà
- broxaterol
- cimaterol
- cirazolina
- denopamina
- dopexamina
- etilefrina
- hexoprenalina
- higenamina
- isoxsuprina
- mabuterol
- metoxifenamina
- nylidrin
- oxifedrina
- prenalterol
- ractopamina
- reproterol
- rimiterol
- tretoquinol
- tulobuterol
- zilpaterol
- zinterol